# آریانا رومرو
آریانا رومرو (انگلیسی: Arianna Romero؛ زادهٔ ۲۹ ژوئیهٔ ۱۹۹۲) بازیکن فوتبال اهل ایالات متحده آمریکا است.
از باشگاه‌هایی که در آن بازی کرده‌است می‌توان به باشگاه فوتبال رین، واشینگتن اسپیریت، و هیوستون دش اشاره کرد.
وی همچنین در تیم‌های ملی فوتبال تیم ملی فوتبال زیر 20 سال زنان مکزیک و زنان مکزیک بازی کرده‌است.
وی در مسابقات کشوری و بین‌المللی در مجموع برندهٔ ۱ مدال نقره، ۱ مدال برنز شده‌است.